# Rivalta Bormida
Rivalta Bormida là một đô thị ở tỉnh Alessandria trong vùng Piedmont của Italia, có vị trí cách khoảng 80 km về phía đông nam của Torino và khoảng 25 km về phía nam của Alessandria. Tại thời điểm ngày 31 tháng 12 năm 2004, đô thị này có dân số 1.452 người và diện tích là 10,0 km².
Rivalta Bormida giáp các đô thị: Cassine, Castelnuovo Bormida, Montaldo Bormida, Orsara Bormida, Sezzadio, và Strevi.